# کویر سیاه آنلاین
کویر سیاه آنلاین (به انگلیسی: Black Desert Online) یک بازی ویدئویی فانتزی بر پایه سندباکس و در سبک نقش‌آفرینی برخط چندنفره گسترده است که توسط استودیو کره‌ای پرل ابیس توسعه یافته و در سال ۲۰۱۵ ابتدا برای سیستم‌عامل مایکروسافت ویندوز منتشر شد. نسخهٔ تلفن همراه این بازی تحت عنوان کویر سیاه موبایل ابتدا در اوایل سال ۲۰۱۹ در آسیا، و سپس در دسامبر ۲۰۱۹ در سراسر جهان عرضه شد. نسخهٔ کنسول‌های پلی‌استیشن ۴ و اکس‌باکس وان این عنوان نیز که به‌طور کوتاه با نام کویر سیاه شناخته می‌شود در مارس و اوت ۲۰۱۹ منتشر شدند.
در سال ۲۰۱۸، پرل ابیس کار خود را برای ساخت کویر زرشکی به عنوان پیش‌درآمدی بر خط زمانی کویر سیاه آغاز کرد، اما در حین توسعه به یک مالکیت فکری مجزا با خط داستانی متفاوت و شخصیت‌های جدید تبدیل شد.